# Roses (chanson)
Pour les articles homonymes, voir Rose.
Singles de The Chainsmokers
Let You Go
(2015) Waterbed
(2015)
Singles par Rozes
Limelight
(2014)
Roses est le single musical de duo de DJ américain The Chainsmokers.

## Classements
| Classements (2015–16)                   | Meilleure position |
| --------------------------------------- | ------------------ |
| Allemagne (Media Control AG)            | 30                 |
| Autriche (Ö3 Austria Top 40)            | 18                 |
| Australie (ARIA)                        | 5                  |
| Belgique (Flandre Ultratop 50 Singles)  | 31                 |
| Belgique (Wallonie Ultratop 50 Singles) | 25                 |
| Canada (Hot 100)                        | 6                  |
| Danemark (Tracklisten)                  | 29                 |
| États-Unis (Hot 100)                    | 6                  |
| États-Unis (Adult Pop Songs)            | 26                 |
| États-Unis (Dance Club Songs)           | 11                 |
| États-Unis (Pop Airplay)                | 3                  |
| Finlande (Suomen virallinen lista)      | 18                 |
| France (SNEP)                           | 35                 |
| Irlande (IRMA)                          | 24                 |
| Italie (FIMI)                           | 44                 |
| Pays-Bas (Nederlandse Top 40)           | 15                 |
| Pays-Bas (Single Top 100)               | 18                 |
| Nouvelle-Zélande (RMNZ)                 | 8                  |
| Norvège (VG-lista)                      | 8                  |
| Royaume-Uni (UK Singles Chart)          | 33                 |
| Royaume-Uni (UK Dance Chart)            | 8                  |
| Slovaquie (IFPI Rádio)                  | 8                  |
| Suède (Sverigetopplistan)               | 13                 |
| Suisse (Schweizer Hitparade)            | 22                 |
| Tchéquie (IFPI Rádio)                   | 36                 |
| Tchéquie (IFPI Singles Digitál)         | 9                  |